# Шевченко, Евгений Владимирович
Евгений Владимирович Шевченко (укр. Євгеній Володимирович Шевченко; род. 4 мая 1972, Мелитополь, Запорожская область) — украинский юрист и предприниматель.
Народный депутат Украины IX созыва.

## Биография

### Образование
Окончил Институт права им. В. Сташиса Классического приватного университета, получил диплом юриста-правоведа.

### Трудовая деятельность
Проходил армейскую службу в Прилуках в Черниговской области, работал электриком в колхозе. Шевченко занимал руководящие должности в компаниях «Eurocape New Energy», «ECE Projektmanagement GmbH», «Агросталь», «Цветмет» и других предприятиях.

### Политическая деятельность
2012 — на выборах в Верховную Раду — кандидат в народные депутаты, самовыдвиженец (избирательный округ № 75, Заводский, Ленинский районы города Запорожье). На время выборов: генеральный директор ООО «Агросталь», беспартийный.
2014 — на выборах в Верховную Раду — кандидат в народные депутаты от партии «Воля» (избирательный округ № 210, город Прилуки, Бобровицкий, Козелецкий, Прилукский районы). На время выборов: генеральный директор ООО «Агросталь», беспартийный.
Во время президентских выборов в 2019 году — доверенное лицо кандидата Владимира Зеленского.
Кандидат в народные депутаты от партии «Слуга народа» на парламентских выборах 2019 года (избирательный округ № 76, Вознесеновский, Хортицкий районы города Запорожье). На время выборов: физическое лицо-предприниматель, проживает в Запорожье. Беспартийный.
Член Комитета Верховной Рады по вопросам экономического развития, председатель подкомитета по вопросам промышленной политики. Руководитель группы по межпарламентским связям с Республикой Казахстан. 20 апреля 2021 года приехал в Белоруссию для встречи с президентом Республики Беларусь Александром Лукашенко, которого ранее неоднократно поддерживал. Он был одним из немногих, кто поздравил Лукашенко с победой на президентских выборах. По возвращении на Украину Шевченко подвергся критике за то, что «пожал руку диктатору».
24 мая 2021 года был исключён из фракции «Слуга народа» после его встречи с Лукашенко, изначально планировалось добиться этого решения до 1 мая. В конце 2021 года на основе своих поездок в Республику Беларусь снял фильм «Беларусь глазами Евгения Шевченко», длящийся около двух часов. Фильм критикуется за поверхностность (например, в конце августа Е. Шевченко хвалит руководителей Минска за то, что в городе не видно тополиного пуха, хотя в этот сезон в Минске его вообще не бывает).
25—26 февраля 2022 года, Шевченко вместе с Будановым организовали переговоры Зеленского с Лукашенко, без которых не было бы переговоров между Украиной и Россией в начале полномасштабной войны. По инициативе Шевченко совместно с ГУР МО дипломатическими усилиями были достигнуты договорённости о не участии Белоруссии в войне и не применении ракет и дронов с её территории.  
В июле 2022 года оппозиционные нардепы заставили Евгения Шевченко покинуть сессионный зал за несанкционированное ношение формы ВСУ.

## Декларация
За 2018 год депутат указал владение квартирой в городе Запорожье и 2-мя участками на 20 000 м² и 1 200 м² в Запорожской области. Ему принадлежит мотоцикл Honda CB 1100SAE 2016 года выпуска, а сын владеет автомобилем BMW X5 2017 года выпуска.
В течение года он получил доход в размере 44 676 гривен. Его финансовые сбережения составляют 82 000 долларов.
Является собственником компаний «Портер», консалтинговая фирма «Статус» и доля в компании «Агросталь».